# Donja Trepča (Nikšić)
Pour les articles homonymes, voir Donja Trepča.
Donja Trepča (en serbe cyrillique: Доња Трепча) est un village de l'ouest du Monténégro, dans la municipalité de Nikšić.

## Démographie

### Évolution historique de la population[1]
| 1948 | 1953 | 1961 | 1971 | 1981 | 1991 | 2003 |
| ---- | ---- | ---- | ---- | ---- | ---- | ---- |
| 226  | 299  | 229  | 180  | 100  | 64   | 61   |